# Truth in 24
Truth in 24 – amerykański sportowy film dokumentalny w reżyserii Keitha Cossrowa i Bennetta Viselteara. Premiera odbyła się 6 listopada 2008 roku.
W 2008 roku podczas 14. edycji MFF w Chicago twórcy filmu nominowani zostali do nagrody Złotego Hugo w kategorii "najlepszy film dokumentalny".